# Euglossa melanotricha
Euglossa melanotricha là một loài Hymenoptera trong họ Apidae. Loài này được Moure mô tả khoa học năm 1967.